# Rudolf Rochhausen
Rudolf Rochhausen (* 18. Dezember 1919 in Crimmitschau; † 12. Januar 2012 in Schwerin) war ein deutscher marxistischer Philosoph.

## Leben
Von 1953 bis 1955 war er Lektor für Dialektischen und Historischen Materialismus am Pädagogischen Institut Leipzig. Nach der Promotion zum Dr. phil. 1959 in Leipzig bei Asari Polikarow und Rugard Otto Gropp war er von 1960 bis 1965 Dozent an der Abteilung für Dialektischen Materialismus des Instituts für Philosophie. Nach der Habilitation 1964 bei Klaus Zweiling, Polikarow und Günther Sterba war er von 1969 bis 1985 Professor für Dialektischen und Historischen Materialismus.

## Schriften (Auswahl)
- Der Sputnik und der liebe Gott. Berlin 1958.
- Ganzheit und Zweckmäßigkeit lebender Systeme im Lichte des dialektischen Materialismus. Eine Auseinandersetzg mit der modernen bürgerlichen biologistischen Philosophie. Leipzig 1959.
- Moderne Biologie und philosophische Kausalitätsauffassung. Leipzig 1964.
- Die philosophische Strategie von Gottfried Wilhelm Leibniz. Leipzig 1998, ISBN 3-932725-71-9.